# 懷舊玩家
《懷舊玩家》（又译作）是英國懷舊遊戲雜誌，面向全球市場發行。雜誌2004年1月創刊，起初為季刊，隨後改為月刊。這是首本商業懷舊遊戲專門雜誌。2005年，原發行商Live Publishing因遊戲雜誌業衰退而結業，Imagine Publishing取得雜誌權利。2016年，未來出版社收購Imagine Publishing，取得雜誌所有權。
《懷舊玩家》獲選2010年遊戲媒體獎之最佳雜誌。